# 海之战士海斗
海之战士海斗（日語：シージェッターかいと），是日本宮城県石巻市的「当地超級英雄」，源自石森章太郎作品《超神三战士》中的海之神（超神バシャーン）NG版。

## 概要
主角海斗本名叫鸣海光真，是地上民族与海底民族之間出生的少年，与破坏海洋和大自然的希美拉尼安帝國对抗，变身时的關鍵字為「闪钢」。